# David Livingstone Centre

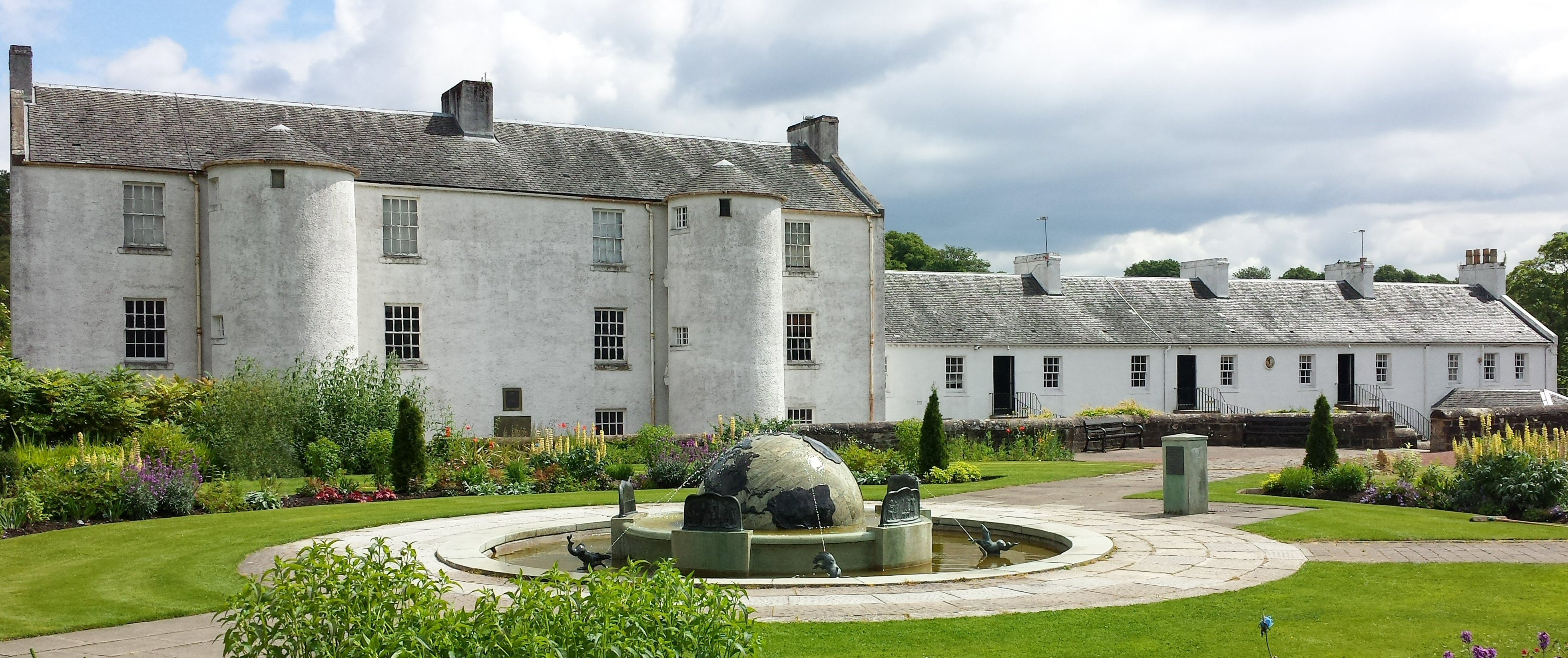
David Livingstone Centre

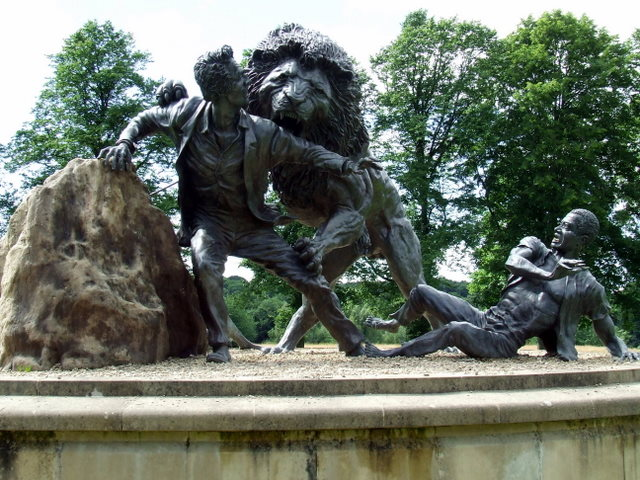
David Livingstone wird von einem Löwen angegriffen.

Das David Livingstone Centre ist ein Museum in der schottischen Stadt Blantyre in der Council Area South Lanarkshire. 1971 wurde das Bauwerk in die schottischen Denkmallisten in der höchsten Denkmalkategorie A aufgenommen.

## Geschichte
Die Shuttle Row genannte Gebäudezeile wurde um 1780 erbaut. Die 23 Einraumwohnungen wurden vermietet. 1813 wurde der Missionar und Afrikaforscher David Livingstone in einem der Gebäude geboren. Seine Eltern arbeiteten in der nahegelegenen Blantyre Cotton Mill, in der auch er als Zehnjähriger seine erste Arbeit aufnahm. Der gesamte Gebäudekomplex, der in einer Schleife des Clyde am Nordrand von Blantyre gelegen ist, wurde zwischenzeitlich zu einem Museum umfunktioniert. Stellvertretend für den David Livingstone Trust wird es durch den National Trust for Scotland in Zusammenarbeit mit der Regierung von South Lanarkshire betrieben. Im Jahre 2015 stellte Heritage Lottery Fund finanzielle Mittel zur Restaurierung und Erweiterung der Anlage bereit.

## Ausstellung
Das Museum befasst sich thematisch mit dem Leben Livingstones. Zum einen wird sein frühes Leben beleuchtet. Die Wohnung, in der Livingstone mit seinen Eltern aufwuchs, wurde restauriert und stellt durch ein Modell auch die harten Arbeitsbedingungen, unter denen Livingstone als Kind an einem industriellen Webstuhl arbeitete, dar.
Weitere Teile der Ausstellung umfassen Livingstones Afrikareisen. So werden sowohl gesammelte Artefakte als auch private Gegenstände von seinen Expeditionen gezeigt. Außerdem ist die Geschichte Livingstones missionarischer Tätigkeit und seinem Kampf gegen den Sklavenhandel thematisiert. Zu den zahlreichen ausgestellten Szenen seines Lebens zählt auch eine Statue, welche den Angriff eines Löwen auf Livingstone darstellt. Sie ist eine Spende des Tricktechnikers Ray Harryhausen und seiner Ehefrau, die eine Urenkelin Livingstones war.